# QI
QI (Quite Interesting, engelska Ganska Intressant) är ett brittiskt komedi-frågesportprogram skapat av John Lloyd och lett av Stephen Fry (2003–2016) samt Sandi Toksvig (2016–). Ständig gäst är Alan Davies. Andra gäster är kända komiker och skådespelare. Programmet hade premiär på BBC Two den 11 september 2003. De flesta frågor är extremt svåra, vilket gör att det är osannolikt att deltagarna svarar rätt. Därför ges poäng också för intressanta svar, oavsett om de är korrekta eller besvarar den ursprungliga frågan. Poäng dras bort för deltagare som ger "svar som inte bara är fel, utan löjligt uppenbara", oftast faktoider och missuppfattningar. Programledaren Stephen Fry vann 2006 Guldrosen för bästa lekprogramsvärd.

## Format
En panel med vanligtvis fyra deltagare tävlar individuellt genom att svara på frågor från programledaren som sitter med två deltagare på var sida. Tre av deltagarna varierar från avsnitt till avsnitt och den fjärde är den ständige gästen  Alan Davies, som sitter direkt till vänster om programledaren (från tittarens synvinkel). De andra deltagarna är ofta komiker (antingen ståuppare eller författare), även om det har förekommit gäster från andra områden, till exempel Jeremy Clarkson (motorjournalist), Roger McGough (musiker), David Tennant (skådespelare), Emma Thompson (skådespelare), Richard Coles (präst), Brian Cox (astrofysiker) och Carrie Fisher (skådespelare).
Frågorna är ibland medvetet felställda eller mycket svåra. När en deltagare ger ett "uppenbart men felaktigt" svar ljuder starka varningssignaler och lampor blinkar. Då utdelas tio minuspoäng. Eftersom frågorna är så svåra att deltagarna inte förväntas kunna svara utan hjälp, uppmuntras istället kuriosakunskaper, vilket är det huvudsakliga sätt på vilket poäng samlas ihop. Poängställningen ges enbart i slutet av programmet. Minuspoäng är vanliga och ofta är slutresultatet mindre än noll.

### Deltagarnas signaler
Varje deltagare har en knapp för att påkalla uppmärksamhet som de demonstrerar i början av programmet. Ljuden de avger varierar för varje avsnitt, men är ofta centrerade kring ett tema där de tre första (de nya deltagarnas signaler) är vanliga medan Alan Davies signal skiljer sig från de andras.

### General ignorance
Avsnitten avslutas med en snabbomgång kallad "general ignorance" ("allmän okunskap") där frågorna är särskilt vilseledande. Fry uppmanar deltagarna att hålla fingrarna på knapparna för att kunna svara snabbt, vilket brukar medföra att det är här de flesta poängen förloras. Detta drabbar ofta Davies, vars roll vanligtvis är den ständige förlorarens.

### Extrauppgifter
Under vissa avsnitt får deltagarna extrauppgifter att lösa under programmets gång, till exempel att rita eller att lista ut ett föremåls funktion.
Under hela säsong E var extrauppgiften att hitta frågor där svaret var "elefanter" eller hade något med elefanter att göra, och den som först identifierade frågan fick många bonuspoäng. Under säsong I var extrauppgiften att i varje program hitta den fråga vars svar var att ingen vet ("nobody knows").

## Seriens tillkomst
Skaparen John Lloyd (som tidigare legat bakom såväl Svarte orm och Inte Aktuellt) hade först tänkt sig serien som ett radioprogram med honom själv som programledare, och utvecklade idén tillsammans med John Mitchinson, Peter Fincham och Alan Yentob. Därefter förvandlades förslaget till ett TV-program med Michael Palin som programledare och Stephen Fry och Alan Davies som lagledare för det intelligenta respektive det dumma laget. När Palin tackade nej gjordes konceptet om med enbart en ständig gäst och Fry i rollen som lekledare.
Tanken med programmet var enligt Lloyd att göra världens första icke-tråkiga uppslagsbok. Informationen som ligger till grund för programmen forskas fram av "QI-älvorna", det vill säga historikern Justin Pollard, journalisten Vitali Vitaliev och Molly Oldfield. De kan kontakta programledaren via en öronmussla under programmet för att ge ytterligare information eller korrigera svar. Bland de källor som används för programmet finns Encyclopaedia Britannica och Wikipedia.

## Avsnitt
Säsongerna av QI är inte numrerade utan utgår från bokstäverna i alfabetet, med början på bokstaven "A".
Davies har vunnit 13 gånger (inklusive två delade förstaplatser), vilket är mest av alla gäster, men eftersom han deltar i alla avsnitt och andra gäster inte alls förekommer lika ofta kan det vara värt att notera att Davies har slutat sist 54 gånger (fram till säsong G, avsnitt "Gravity").
Sedan 2008 har QI visats i "XL"-versioner med en längd på 45 minuter, mot vanliga 30, där tidigare ovisat material dyker upp.
I ett antal avsnitt har tävlingen vunnits av publiken.
I säsong G visades ett klipp från när Barack Obama felaktigt påstod att han var den 44:e personen som var amerikansk president. Grover Cleveland var president två mandatperioder med Benjamin Harrison emellan och räknas därför både som USA:s 22:a och 24:e president, vilket innebär att Obama bara är den 43:e personen som är president. Obama fick därför 10 minuspoäng och kom på fjärde plats.

## Deltagare
Många av panelgästerna har återkommit flera gånger. Några av dem som deltagit flest gånger:
- Aisling Bea
- Bill Bailey
- Cariad Lloyd
- David Mitchell
- Holly Walsh
- Jason Manford
- Jimmy Carr
- Jo Brand
- Josh Widdicombe
- Phill Jupitus
- Rich Hall
- Ross Noble
- Sara Pascoe
- Sarah Millican
- Sean Lock
- Sue Perkins
- Susan Calman

## Utanför brittisk TV
2008 började en nederländsk version av QI att sändas med författaren Arthur Japin som programledare och Thomas van Luyn som ständig gäst.
Programmet har inte köpts in av särskilt många länder, delvis därför att bilderna som visas i bakgrunden är licensierade enbart för visning i Storbritannien.
Säsongerna A till M av serien har givits ut på DVD, i region 2.
Sedan 2006 har flera böcker med innehåll från eller inspirerat av QI givits ut, inklusive The Book of General Ignorance och Advanced Banter.
8 september 2012 sändes i SVT1 det första avsnittet av Intresseklubben, en svensk version av QI, där Johan Wester är programledare och Anders Jansson ständig gäst. Serien sändes till och med säsong D och lades ned 2015.